# Forgiven, Not Forgotten (singolo)
Forgiven, Not Forgotten è un brano musicale del gruppo irlandese The Corrs, pubblicato nel 1996 come secondo singolo estratto dall'album di debutto omonimo Forgiven, Not Forgotten.

## Tracce
1. Forgiven, Not Forgotten – 4:15
2. Forgiven, Not Forgotten (acoustic) – 3:54
3. Heaven Knows – 4:18